# Scelolophia circumducta
Scelolophia circumducta är en fjärilsart som beskrevs av W. Warren 1900. Scelolophia circumducta ingår i släktet Scelolophia och familjen mätare. Inga underarter finns listade.